# Diana Nammi
Diana Nammi é uma ativista curda e britânica. Ela recebeu o prêmio Barclays Woman of the Year, em 2014. Ela também foi nomeada uma das 100 mulheres mais inspiradoras do mundo, pela BBC, em 2014.

## Vida
Diana Nammi nasceu no Irã. Seu pai era um pensador progressista, que inspirou seu trabalho ativista posterior. Diana foi expulsa da escola em Sanandaj aos 14 anos, por atirar comida em um professor beligerante que a acusou de ser promíscua. Ela passou a organizar protestos em favor do "secularismo, da igualdade e dos direitos humanos", durante a Revolução de 1979. Diana Nammi quase foi presa quando adolescente por defender os direitos das mulheres. Ela se alistou e lutou por 12 anos como combatente da liberdade Peshmerga no Curdistão, muitas vezes como combatente da linha de frente. Ela continuou a defender os direitos das mulheres. Ela engravidou em 1991 e fugiu para o Iraque, para a Turquia e, finalmente, para o Reino Unido, em 1996, para criar sua filha em segurança, depois de um ataque com bomba química que matou 35 pessoas perto da estação de rádio onde ela trabalhava. Diana Nammi obteve asilo no Reino Unido.
Diana Nammi tem sido uma defensora declarada contra os crimes de honra, o casamento forçado, a mutilação genital feminina, e em prol dos direitos das mulheres ao divórcio em casamentos religiosos.

## Ativismo
Diana Nammi fundou a Organização dos Direitos das Mulheres Iranianas e Curdas (IKWRO), em sua casa, em 2002. O que a motivou a fazê-lo foi um fato que havia ocorrido há pouco tempo: a tradutora que ajudou Diana e sua filha a se estabelecerem no Reino Unido havia sido morta pelo próprio marido e a polícia não quis categorizar como “crime de honra”, pois acreditava que se tratava de uma questão cultural. Diana Nammi ficou indignada e fundou a organização para argumentar contra o uso da "cultura para justificar o assassinato de mulheres".
A IKWRO esforça-se por fornecer aconselhamento às mulheres que do Oriente Médio, do Norte de África e do Afeganistão. Em 2014, a organização contava com 16 funcionários remunerados e já havia ajudado diretamente mais de 780 mulheres. A IKWRO trabalha para proporcionar às mulheres acesso legal a locais seguros de refúgio. A organização também trabalha para levar questões de ataques e crimes de honra à atenção do público em geral.
Em 2013, Diana Nammi juntou-se à Comissão Nacional sobre Casamento Forçado para ajudar a eliminar essas práticas no Reino Unido. Ela e sua organização foram fundamentais para que dois dos assassinos de Banaz Mahmod, que foi morta em um crime de honra, fossem extraditados para o Reino Unido para serem processados. Esta foi a primeira extradição desse tipo. Nammi organizou uma campanha intitulada “Justiça para Banaz”, que pedia a extradição. Os homens foram posteriormente condenados. Diana considera esta extradição o seu principal sucesso. Ela também desempenhou um papel central na mudança da lei no Reino Unido para proibir o casamento forçado. Diana Nammi defende continuamente que as escolas, a polícia e outras fontes de serviços ao público sejam educadas sobre como ajudar as vítimas de casamento forçado ou crimes de honra.

## Honras
- 2012 - 150 Mulheres que Agitam o Mundo, daNewsweek e do The Daily Beast;[11]
- 2014 - prêmio Barclays Woman of the Year;[12]
- 2014 - Prêmio Mulheres em Movimento, do ACNUR;[12]
- 2014 - 100 Mulheres da BBC;[2]
- 2015 - prêmio Voices of Courage da Comissão de Mulheres Refugiadas;[5]
- 2015 - nomeada parte da galeria "Inspired by Law", por estudantes da London South Bank University, por suas contribuições para questões jurídicas;[9][13]
- 2015 - uma das Mulheres do Ano, pela revista Red;[14]
- 2016 - recebeu um diploma honorário da Universidade de Essex.[15]